# Franz Weigl
Franz Weigl (* 31. Oktober 1932 in Tirschenreuth; † 21. August 1996 in München) war ein deutscher Politiker (CSU).

## Leben und Beruf
Nach dem Besuch der Oberrealschule absolvierte Weigl eine kaufmännische Lehre und arbeitete anschließend als Angestellter. Er war zunächst im Generalsekretariat des Kolpingwerkes in Köln tätig und wurde im Oktober 1955 Landessekretär des Kolpingwerkes Landesverband Bayern. Von 1969 bis 1973 fungierte er als Vorsitzender des Christlichen Gewerkschaftsbundes Deutschlands (CGB).

## Partei
Weigl trat in die CSU ein, schloss sich der Jungen Union (JU) an und wurde in den Landesvorstand der JU Bayern gewählt.

## Abgeordneter
Weigl gehörte dem Deutschen Bundestag von 1961 bis 1972 an. Im Parlament vertrat er den Wahlkreis Tirschenreuth. Von 1982 bis 1991 war er Mitglied des Bezirkstages Oberpfalz.

## Öffentliche Ämter
Weigl amtierte von 1972 bis 1991 als Landrat des Kreises Tirschenreuth.

## Ehrungen
- 1972: Verdienstkreuz am Bande der Bundesrepublik Deutschland